# Liste der finnischen Abgeordneten zum EU-Parlament (1999–2004)
Die Liste der finnischen Abgeordneten zum EU-Parlament (1999–2004) listet alle finnischen Mitglieder des 5. Europäischen Parlamentes nach der Europawahl in Finnland 1999 auf.

## Mandatsstärke der Parteien
- GUE/NGL: 1
- SPE: 3
- G/EFA: 2
- ELDR: 5
- EVP-ED: 5

| Nationale Partei                                                     | Mandate | Fraktion                                                                                      |
| -------------------------------------------------------------------- | ------- | --------------------------------------------------------------------------------------------- |
| Suomen Keskusta (Kesk)                                               | 4       | Fraktion der Europäischen Liberalen, Demokratischen und Reformpartei (ELDR)                   |
| Ruotsalainen kansanpuolue (Rkp)                                      | 1       | Fraktion der Europäischen Liberalen, Demokratischen und Reformpartei (ELDR)                   |
| Kansallinen Kokoomus (Kok)                                           | 4       | Fraktion der Europäischen Volkspartei und europäischer Demokraten (EVP-ED)                    |
| Suomen Kristillinen Liitto (SGL)Kristillisdemokraatit (KD) (ab 2001) | 1       | Fraktion der Europäischen Volkspartei und europäischer Demokraten (EVP-ED)                    |
| Suomen Sosialidemokraattinen Puolue (SDP)                            | 3       | Fraktion der Sozialdemokratischen Partei Europas (SPE)                                        |
| Vihreä liitto (Vihr)                                                 | 2       | Die Grünen/Europäische Freie Allianz (G/EFA)                                                  |
| Vasemmistoliitto (Vas)                                               | 1       | Konföderale Fraktion der Vereinten Europäischen Linken/ 000Nordischen Grünen Linken (GUE/NGL) |
| Gesamt                                                               | 16      |                                                                                               |

## Abgeordnete
| Bild | Name                       | von           | bis           | Partei | Fraktion | Anmerkungen                   |
| ---- | -------------------------- | ------------- | ------------- | ------ | -------- | ----------------------------- |
|      | Uma Aaltonen               | 7. April 2003 | 19. Juli 2004 | Vihr   | G/EFA    | Nachgerückt für Heidi Hautala |
|      | Heidi Hautala              | 20. Juli 1999 | 6. April 2003 | Vihr   | G/EFA    | Nachrückerin: Uma Aaltonen    |
|      | Ulpu Iivari                | 20. Juli 1999 | 19. Juli 2004 | SDP    | SPE      |                               |
|      | Piia-Noora Kauppi          | 20. Juli 1999 | 19. Juli 2004 | Kok    | EVP-ED   |                               |
|      | Eija-Riitta Korhola        | 20. Juli 1999 | 19. Juli 2004 | SGL/KD | EVP-ED   |                               |
|      | Marjo Matikainen-Kallström | 20. Juli 1999 | 19. Juli 2004 | Kok    | EVP-ED   |                               |
|      | Riitta Myller              | 20. Juli 1999 | 19. Juli 2004 | SDP    | SPE      |                               |
|      | Reino Paasilinna           | 20. Juli 1999 | 19. Juli 2004 | SDP    | SPE      |                               |
|      | Mikko Pesälä               | 20. Juli 1999 | 19. Juli 2004 | Kesk   | ELDR     |                               |
|      | Samuli Pohjamo             | 20. Juli 1999 | 19. Juli 2004 | Kesk   | ELDR     |                               |
|      | Esko Seppänen              | 20. Juli 1999 | 19. Juli 2004 | Vas    | GUE/NGL  |                               |
|      | Ilkka Suominen             | 20. Juli 1999 | 19. Juli 2004 | Kok    | EVP-ED   |                               |
|      | Astrid Thors               | 20. Juli 1999 | 19. Juli 2004 | Rkp    | ELDR     |                               |
|      | Paavo Väyrynen             | 20. Juli 1999 | 19. Juli 2004 | Kesk   | ELDR     |                               |
|      | Ari Vatanen                | 20. Juli 1999 | 19. Juli 2004 | Kok    | EVP-ED   |                               |
|      | Kyösti Virrankoski         | 20. Juli 1999 | 19. Juli 2004 | Kesk   | ELDR     |                               |
|      | Matti Wuori                | 20. Juli 1999 | 19. Juli 2004 | Vihr   | G/EFA    |                               |